# Paranoid (série télévisée)
Pour les articles homonymes, voir Paranoid.
Paranoid est une série télévisée policière britannique en huit épisodes de 45 minutes diffusée du 22 septembre 2016 au 10 novembre 2016 sur ITV, et à l'international dès le 17 novembre 2016 sur Netflix.
La série suit un groupe de détectives de la circonscription fictive de Woodmere qui tentent de résoudre le meurtre d'un médecin généraliste poignardé dans une aire de jeux pour enfants. Au cours de leur enquête, ils découvrent que son meurtre a des liens avec une société pharmaceutique allemande, et demandent l'aide de la police allemande pour trouver le tueur. Indira Varma, Robert Glenister et Dino Fetscher tiennent les rôles des principaux protagonistes, la détective sergeant Nina Suresh et les détectives constables Bobby Day et Alec Wayfield.

## Synopsis
Angela Benton, médecin généraliste apprécié de la ville fictive de Woodmere (Royaume-Uni), est poignardée à mort dans une aire de jeux locale. L'enquête est confiée à une équipe de détectives de la police de Woodmere. Elle se compose de la detective sergeant Nina Suresh (Indira Varma), des détectives constables Bobby Day (Robert Glenister) et Alec Wayfield (Dino Fetscher), et de leur supérieur le detective inspector Michael Niles (Neil Stuke). Leur première piste les amène à suspecter une personne souffrant de troubles mentaux, Jacob Appley, suivi par le psychiatre Chris Crowley (Michael Maloney). Lorsqu'Appley est retrouvé mort, son frère, Henry (William Ash) est convaincu que Jacob n'était pas responsable de ce meurtre, et qu'il a été piégé par un ou plusieurs inconnus.
Pendant ce temps, un homme non identifié (Kevin Doyle), surnommé « le détective fantôme », transmet à l'équipe des informations et des indices qui permettraient d'identifier le tueur d'Angela. Au fil de l'enquête, l'équipe découvre que la mort d'Angela pourrait être liée à son ex-compagnon, Ruben Lukana. Lorsque celui-ci est retrouvé mort, le corps retourné dans sa piscine, l'équipe sollicite l'assistance de la police de Düsseldorf (Allemagne), la détective Linda Felber (Christiane Paul) et son partenaire, Walti Merian (Dominik Tiefenthaler). Un nouveau suspect est identifié, mais il échappe à son arrestation et s'enfuit vers l'Allemagne. Alors, Bobby se rend à Düsseldorf pour aider les policiers allemands à finaliser l'enquête.

## Distribution
- Indira Varma (VF : Claire Guyot) : Nina Suresh, detective sergeant de la police de Woodmere[1]
- Robert Glenister (VF : Hervé Caradec) : Bobby Day, detective constable de la police de Woodmere[1]
- Dino Fetscher (VF : Emmanuel Garijo) : Alec Wayfield, detective constable de la police de Woodmere
- Neil Stuke (VF : Jean-Pol Brissart) : Michael Niles, détective de la police de Woodmere[1]
- Christiane Paul (VF : Josy Bernard) : Linda Felber, détective de la police de Düsseldorf
- Lesley Sharp (VF : Natacha Muller) : Lucy Cannonbury, témoin principal du meurtre d'Angela Benton[1]
- Michael Maloney (VF : Bernard Bollet) : Chris Crowley, psychiatre
- Kevin Doyle : le "détective fantôme"[1]
- Dominik Tiefenthaler (VF : Hugues Boucher) : Walti Merian, détective de la police de Düsseldorf[2]
- Polly Walker (VF : Brigitte Aubry) : Monica Wayfield, mère d'Alec Wayfield[2]
- Anjli Mohindra (VF : Caroline Frossard) : Megan Eaux, constable de la police de Woodmere
- Danny Huston (VF : Jean-Bernard Guillard) : Nick Waingrow, directeur de la société pharmaceutique Rustin Wade

### Personnages récurrents
- Jason Done (VF : Christophe Laubion) : Dennis, petit-ami de Nina Suresh
- Jean Duttine (VF : Hervé Furic) : Eric Benton, Angela Benton père
- Shobna Gulati (VF : Gaëlle Savary) : docteur Parcival, médecin de Bobby Day
- Wiliam Cendres (VF : Laurent Larcher) : Henry Appley, frère de Jacob Appley
- Ayda Field (VF : Juliette Poissonnier) : Sheri, petite-amie de Ruben Lukana
- Nikol Kollars (VF : Patricia Piazza) : Marquito Olivo, mère du fils de Ruben Lukana
- Emma Bispham (VF : Juliette Mailhé-Casadesus) : Angela Benton, victime de meurtre
- Daniel Drewes : Cedric Felber, mari de Linda Felber
- Isabella Pappas : Sadie Waingrow, fille de Nick Waingrow

Version française
- Studio de doublage : BTI Studios
- Direction artistique : Philippe Blanc
- Adaptation : Benjamin Lob, Romain Hammelburg, Charlotte Loisier

 Source et légende : version française (VF) sur RS Doublage

## Liste des épisodes

### Première saison (2016)
| | Titre     | Réalisation   | Scénario       | Première diffusion |
| --- | --------- | ------------- | -------------- | ------------------ |
| 1 | Episode 1 | Mark Tonderai | Bill Gallagher | 22 septembre 2016  |
| Un médecin de famille local, Angela Benton, est poignardée à mort dans une aire de jeux. Des détectives de la police de Woodmere, Nina Suresh, Bobby Day et Alec Wayfield sont chargés d'enquêter sur l'affaire. Ils découvrent bientôt que le meurtre n'est pas qu'une malheureuse rencontre. |           |               |                |                    |
| 2 | Episode 2 | Mark Tonderai | Bill Gallagher | 29 septembre 2016  |
| |           |               |                |                    |
| 3 | Episode 3 | Mark Tonderai | Bill Gallagher | 6 octobre 2016     |
| |           |               |                |                    |
| 4 | Episode 4 | Mark Tonderai | Bill Gallagher | 13 octobre 2016    |
| |           |               |                |                    |
| 5 | Episode 5 | Kenny Gleenan | Bill Gallagher | 20 octobre 2016    |
| |           |               |                |                    |
| 6 | Episode 6 | Kenny Gleenan | Bill Gallagher | 27 octobre 2016    |
| |           |               |                |                    |
| 7 | Episode 7 | John Duthie   | Bill Gallagher | 3 novembre 2016    |
| |           |               |                |                    |
| 8 | Episode 8 | John Duthie   | Bill Gallagher | 10 novembre 2016   |
| |           |               |                |                    |